# Mario Rigatti
Mario Rigatti (Rovereto, 5 giugno 1910 – Treviso, 11 maggio 1970) è stato un aviatore e militare italiano decorato con la medaglia d'oro al valor militare a vivente nel corso della seconda guerra mondiale.

## Biografia
Nacque a Rovereto, provincia di Trento, il 5 giugno 1910. Appassionatosi al mondo dell'aviazione si arruolò nella Regia Aeronautica per frequentare la Scuola di pilotaggio di Capua nel 1931, conseguendo il brevetto di pilota militare.  Promosso sergente, nell'ottobre dello stesso anno fu assegnato al 7º Gruppo Autonomo Caccia Terrestre di stanza sull'aeroporto di Ciampino, per essere congedato nel settembre 1932. Richiamato in servizio attivo nel marzo 1935, per le esigenze legate al previsto attacco all'Etiopia,  fu assegnato al 2º Stormo Caccia Terrestre. Dopo aver conseguito la promozione a sottotenente di complemento nel ruolo naviganti, perché in possesso di titolo di studio, fu trasferito al 3º Stormo Caccia Terrestre per svolgere il servizio di prima nomina. Mandato in missione speciale in Spagna, rimase in servizio nell'Aviazione Legionaria dall'aprile 1938 al febbraio 1939 venendo decorato con una Medaglia d'argento al valor militare.
Promosso tenente in servizio permanente effettivo per meriti di guerra l'11 aprile 1939, all'atto dell'entrata in guerra dell'Italia, il 10 giugno 1940,  prestava servizio con la 75ª Squadriglia caccia, 23º Gruppo Caccia Terrestre al comando del maggiore Tito Falconi, equipaggiata con i biplani Fiat C.R.42.
Dopo aver partecipato alla breve campagna contro la Francia, il suo gruppo fu impegnato contro l'isola di Malta.
Rimasto gravemente ferito in combattimento il 24 agosto, tanto da subire l'amputazione di una gamba, e dopo lunga degenza ospedaliera fu collocato in aspettativa nel giugno 1941. Promosso capitano nel dicembre dello stesso anno, dietro sua richiesta fu nuovamente richiamato in servizio e assegnato al 3º Stormo, con cui nel marzo 1942 partì per l'Africa settentrionale, venendo nuovamente messo a riposo nel luglio 1943.
Dopo la proclamazione dell'armistizio dell'8 settembre 1943 riprese servizio nella Regia Aeronautica con il grado di maggiore, transitando quindi in forza all'Italian Co-Belligerent Air Force assegnato al 4º Stormo Caccia Terrestre, dove rimase fino al giugno 1947.
Successivamente assunse il comando del 155º Gruppo del 51º Stormo fino a che non fu collocato a riposo a causa delle gravi ferite riportate in combattimento. Iscritto nel Ruolo d’Onore della Riserva Aeronautica nell’aprile 1950 fu promosso tenente colonnello nel 1955 e generale di brigata aerea nel 1969. Ha risieduto a Treviso fino alla data della sua morte, avvenuta l'11 maggio 1970.

### Annotazioni
1. ↑  Il reparto era appartenente al 3º Stormo Caccia Terrestre, allora al comando del colonnello Fortunato Rolando.
2. ↑  Dopo aver conseguito la sua prima vittoria a spese di un caccia Hawker Hurricane (matricola N 2730) del No.261 Squadron, pilotato dal futuro asso Ftl. lt. Georges Burges, fu a sua volta colpito da un altro Hurricane pilotato dal Plt. Off. Thomas Balmforth.

### Fonti
1. 1 2  Ufficio Storico dell'Aeronautica Militare 1969, p. 247.
2. 1 2 3 4 5 6 7 8 9 10 11  Combattenti Liberazione.
3. ↑  Gustavsson, Slongo 2013, p. 10.
4. 1 2 3 4  Gustavsson, Slongo 2013, p. 22.
5. ↑  Bollettino Ufficiale 1940, disp.44, pag.1578 e Bollettino Ufficiale 1942, disp.8, pag.366.
6. ↑  Registrato alla Corte dei conti addì 27 maggio 1941, registro n.26 Aeronautica, foglio n.187.
7. ↑  Registrato alla Corte dei conti il 15 gennaio 1949, registro n.6 Aeronautica, foglio n.199.